# Moyobamba
Moyobamba egy város Peruban, San Martín megye székhelye. 2017-ben lakóinak száma körülbelül 50 000 volt.

## Földrajz
A város Peru középpontjától északra, San Martín megye északi részén található az Andok keleti oldalán, és bár nem síkvidéki területen fekszik, de már nem is a magashegységben. Tőle északra kanyarog a Mayo nevű folyó.

## Története
Az 1530-as évek végén Alonso de Alvarado konkvisztádor Trujillo városából expedíciót indított 13 katona társaságában, majd 1538-ban megalapította Chachapoyas városát. Moyobamba alapítására ezek után, 1540-ben került sor, de hogy pontosan ki tekinthető az alapítónak, arról megoszlanak a vélemények: van, aki szerint Alvarado, de van, aki szerint a 13 katona egyike, név szerint Juan Pérez de Guevara. A helyi őslakók egy része nem akarta alávetni magát a spanyol hódítóknak, ezért áttelepült az Ucayali és a Yavarí folyók partjára: leszármazottaik ma is ott élnek, és mayorunáknak nevezik őket, ami annyit tesz: „a Mayo folyótól érkezett emberek”.
Moyobamba eredeti helye nem volt túl közel a Mayo folyóhoz, ami az idők során kiderült, hogy nem szerencsés dolog. Így amikor 1746-ban egy földrengés elpusztította a települést, azt nem is ugyanott, hanem új, mai helyén építették fel újra, a folyóhoz közelebb.
A település 16. századi alapítása után nem sokkal máris megérkeztek a jezsuita hittérítők, akiket később a ferencesek követtek. A 19. századi függetlenségi harcok során Moyobamba a spanyolkirály-pártiak utolsó bástyájának számított a térségben: miközben innen nyugatra Chachapoyas és Rioja, valamint innen keletre és délre Saposoa, Lamas és Tarapoto örömmel kiáltotta ki a függetlenséget, addig Moyobamba elzárkózott ettől. (Végül persze az egész ország kivívta a függetlenséget.) A 19. században a térség lassan fejlődött, mivel igen elzárt volt, rossz közlekedési kapcsolatokkal.
1896 és 1922 között több ízben tették meg a várost a Loretói Szövetségi Állam, majd a Loretói Köztársaság fővárosának, azonban egyik formációt sem ismerték el és Peru minden alkalommal visszaállította hatalmát a térség felett.

## Turizmus, látnivalók
A város egyik fő turisztikai vonzereje a település déli végén található Szent Máté termálfürdő, amelynek kútjaiban körülbelül 41 °C-os a víz. Érdekes helyszín az úgynevezett szuszókok barlangja, amelyben szuszókok (zsírfecskék) élnek. A város környékén számos természeti látnivaló, például több vízesés is található.
Fontos szerepet játszanak Moyobamba turizmusában a különféle rendezvények. Augusztus végén kávéfesztivált rendeznek kávékirálynőválasztással, kávéból készült termékek kiállításával és kávétermelő haciendákra való szervezett kirándulásokkal. Júniusban tartják a város turisztikai hetét, amelynek során a népi kultúrával kapcsolatos kiállításokat, valamint többek között kézműves- és gasztronómiai programokat szerveznek.

## Képek

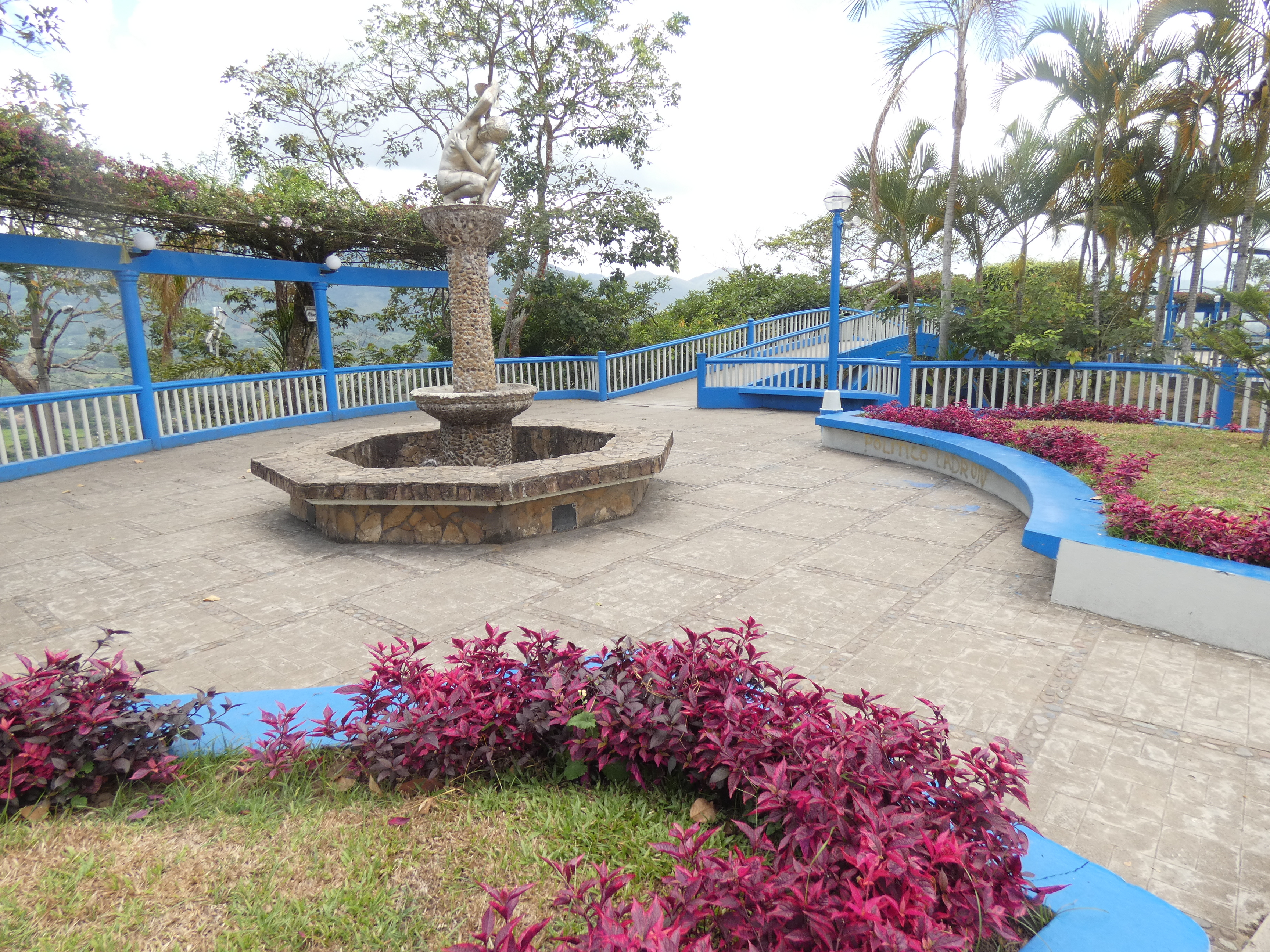
A Punta Tahuishco
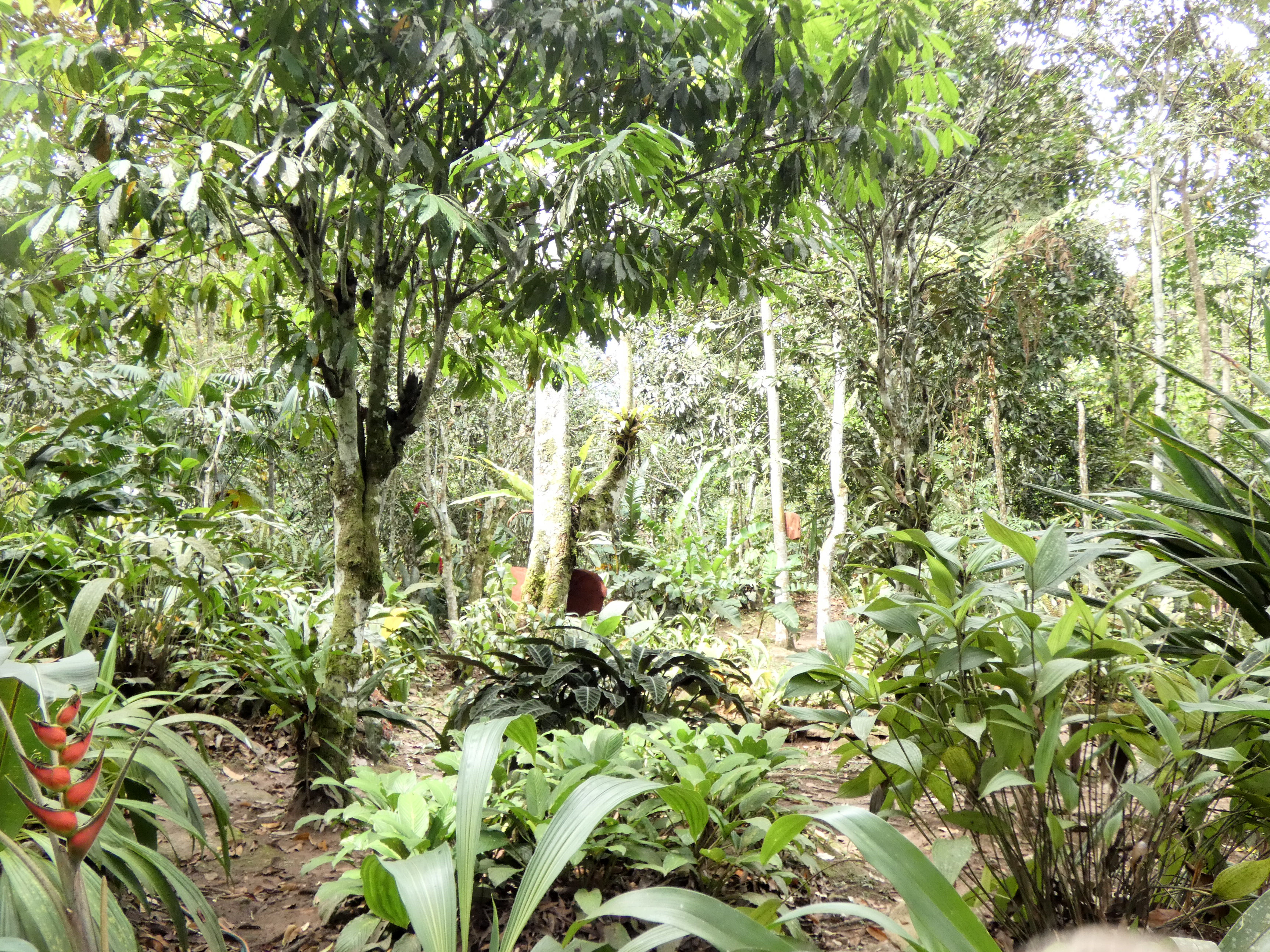
A Waqanki orchideakert
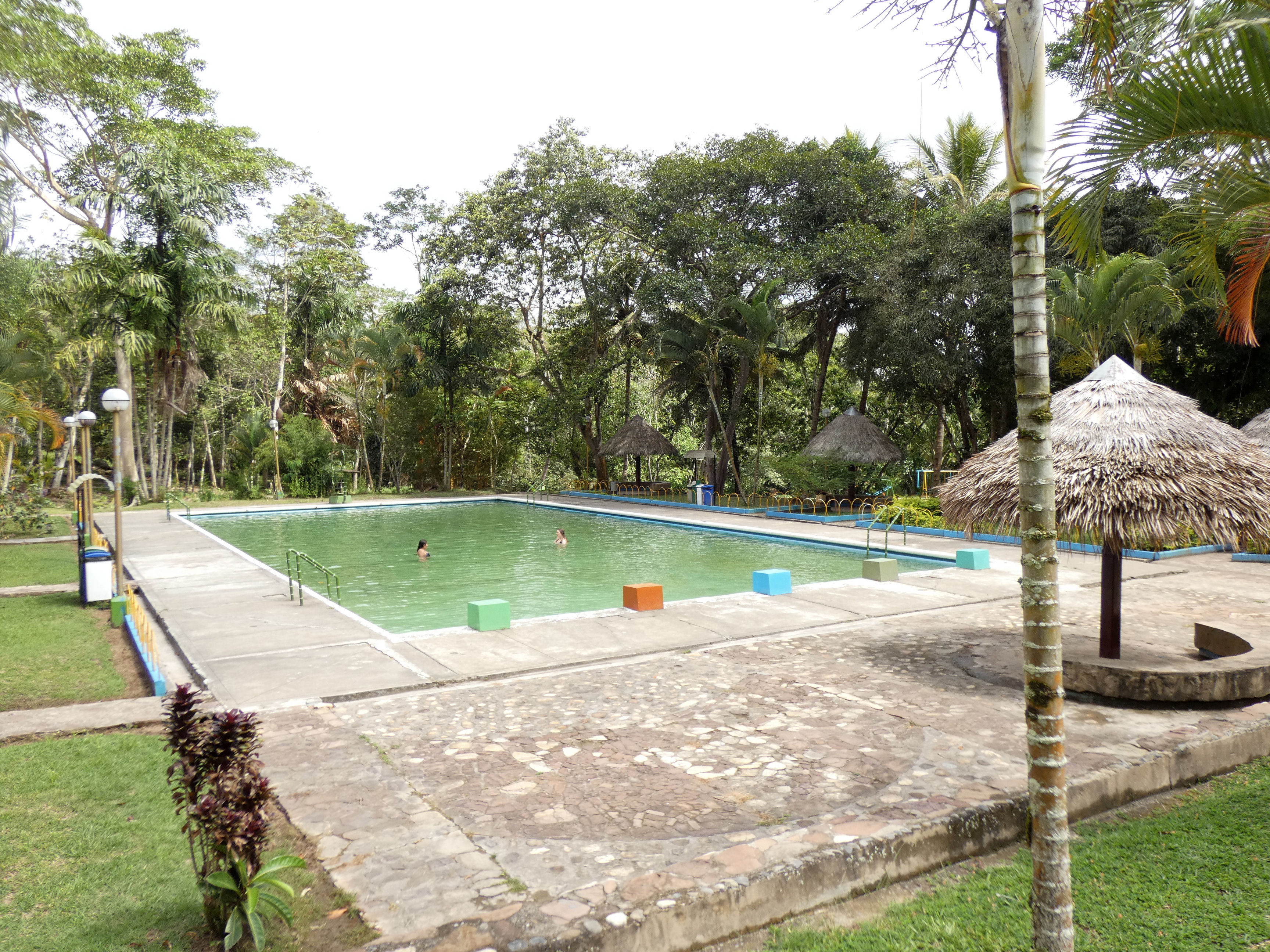
Termálfürdő